# Omar de Oliveira Diniz
Omar de Oliveira Diniz (Ituiutaba, 27 de novembro de 1911 - 11 de julho de 2000) foi um advogado e político brasileiro do estado de Minas Gerais.
Foi nomeado prefeito de Ituiutaba pelo então governador do estado, Milton Campos, assumindo o executivo municipal em 21 de abril de 1947. Durante o seu mandato surgiu o Boa Vontade, posteriormente Ituiutaba Esporte atual Boa Esporte. Omar governou o município até 31 de janeiro de 1948.

Em 1955 após eleito deputado estadual, assumiu a cadeira na Assembleia Legislativa mineira, durante a terceira legislatura da casa.